# Listă de conducători de stat din 1101
1097 - 1098 - 1099 - 1100 - 1101 - 1102 - 1103 - 1104 - 1105
Aceasta este o listă a conducătorilor de stat din anul 1101:

## Europa
- Almoravizii: Iusuf ibn Tașfin (emir din dinastia Almoravizilor, 1061-1106)
- Anglia: Henric I Beauclerc (rege din dinastia Normandă, 1100-1135; ulterior, duce de Normandia, 1106-1135)
- Anjou: Foulques al IV-lea (conte, 1067-1129)
- Apulia și Calabria: Roger I Borsa (duce din dinastia normandă de Hauteville, 1085-1111)
- Aquitania: Guillaume al IX-lea (duce, 1086-1127; ulterior, conte de Toulouse, 1098-1100, 1114-1119)
- Aragon: Petru I (rege, 1094-1104; totodată, rege al Navarrei, 1094-1104)
- Armenia, statul Siunik: Ioan-Sennecherim (rege din dinastia Bagratizilor, cca. 1091-cca. 1105)
- Austria: Leopold al III-lea cel Sfânt (margraf din dinastia Babenberg, 1095-1136)
- Bavaria: Welf I (duce din dinastia Welfilor, 1070-1101) și Welf al II-lea (duce din dinastia Welfilor, 1101-1120)
- Bizanț: Alexios I (împărat din dinastia Comnenilor, 1081-1118)
- Brabant: Godefroi I cel Bărbos (conte, 1095-1140; ulterior, duce în Lorena Inferioară, 1106-1128)
- Brandenburg: Lothar Udo al III-lea (margraf, 1087-1106)
- Bretagne: Alain al IV-lea Fergent (duce, 1084-1112)
- Burgundia: Eudes I (duce din dinastia Capețiană, 1078-1102)
- Capua: Richard al II-lea (principe din dinastia normandă Drengot, 1091-1106)
- Castilia: Alfonso al VI-lea (rege, 1072-1109; anterior, rege al Leonului, 1065-1070, 1072-1109)
- Cehia: Borivoj al II-lea (cneaz din dinastia Premysl, 1100-1107, 1117-1120)
- Champagne: Hugues (conte din casa de Blois-Champagne, cca. 1093-1125)
- Danemarca: Erik I Ejegod (rege din dinastia Estridsson, 1095-1103)
- Flandra: Robert al II-lea de Ierusalim (conte din dinastia lui Balduin, 1093-1111)
- Franța: Filip I (rege din dinastia Capețiană, 1060-1108)
- Gaeta: Landulf (duce, 1091-1103)
- Germania: Henric al IV-lea (rege din dinastia de Franconia-Saliană, 1056-1105; anterior, duce de Bavaria, 1055-1061; ulterior, împărat occidental, 1084-1105)
- Gruzia: David al III-lea (sau al II-lea sau al IV-lea) Constructorul (rege din dinastia Bagratizilor, 1089-1125)
- Gruzia, statul Kakhetia: Kvirike al IV-lea (rege din dinastia Bagratizilor, 1084-1102)
- Hainaut: Balduin al III-lea (conte din casa de Flandra, 1098-1120)
- Imperiul occidental: Henric al IV-lea (1084-1105; anterior, duce de Bavaria, 1055-1061; totodată, rege al Germaniei, 1056-1105)
- Istria: Burchard (margraf din casa de Sponheim, 1093-1101) și Ulric al II-lea (margraf din casa de Weimar-Orlamünde, 1098-1107; totodată, margraf de Carniola, 1098-1107)
- Kiev: Sveatopolk al II-lea Iziaslavici (mare cneaz din dinastia Rurikizilor, 1093-1113)
- Leon: Alfonso al VI-lea (rege, 1065-1070, 1072-1109; totodată, rege al Castiliei, 1072-1109)
- Lorena Inferioară: Henric (duce din dinastia de Limburg, 1101-1106)
- Lorena Superioară: Thierry al II-lea cel Viteaz (duce din casa Lorena-Alsacia, 1070-1115)
- Luxemburg: Wilhelm (conte, 1096-1130 sau 1131)
- Montferrat: Ranieri (margraf din casa lui Aleramo, cca. 1100-cca. 1135)
- Muntenegru, statul Zeta: Constantin Bodin (rege, 1081-cca. 1101) și Dobroslav (rege, cca. 1101-?)
- Navarra: Petru I (rege, 1094-1104; totodată, rege al Aragonului, 1094-1104)
- Neapole: Sergius al VI-lea (sau al VII-lea) (duce, 1090-1107)
- Normandia: Robert al II-lea Courteheuse (duce, 1087-1106)
- Norvegia: Magnus al III-lea Bareleg (rege, 1093-1103)
- Olanda: Floris al II-lea (conte, 1091-1122)
- Polonia: Vladislav I Herman (cneaz din dinastia Piasti, 1079-1102), Zbigniew (cneaz din dinastia Piasti, 1097-1107) și Boleslaw al III-lea Gură Strâmbă (cneaz, 1099-1138)
- Portugalia: Henrique (conte din dinastia de Burgundia, 1095-1114)
- Savoia: Humbert al II-lea cel Puternic (conte, 1080-1103)
- Saxonia: Magnus (duce din dinastia Billungilor, 1072-1106)
- Saxonia: Henric I de Ellenburg (margraf din dinastia de Wettin, 1089-1103)
- Scoția: Edgar (rege, 1097-1107)
- Serbia: Vukan (mare jupan din dinastia lui Tihomilj, înainte de 1091-cca. 1113)
- Sicilia: Roger I (conte din dinastia de Hauteville, 1062-1101) și Roger al II-lea (conte din dinastia de Hauteville, 1101-1154; rege, din 1130)
- Spoleto: Guarnier al II-lea (duce din familia Guarnieri, 1093-1119; totodată, margraf de Ancona)
- Statul papal: Pascal al II-lea (papă, 1099-1118)
- Toscana: Matilda (margrafină din casa de Canossa, 1052-1115; ulterior, ducesă de Spoleto, 1057-1082, 1086-1093)
- Toulouse: Raimond al IV-lea de Saint-Gilles (conte, 1088/1093-1105; ulterior, conte de Tripoli, 1102-1105), Bertrand (conte, 1096/1105-1112; ulterior, conte de Tripoli, 1109-1112)
- Ungaria: Coloman (rege din dinastia Arpadiană, 1095-1116)
- Veneția: Vitale Michiel I (doge, 1096-1102)
- Verona: Henric al IV-lea (margraf din casa de Eppenstein, 1090-1122; totodată, duce de Carintia, 1090-1122) și Matilda (margrafină titulară, 1100-1115; totodată, margrafină de Toscana, 1052-1115; anteriior, ducesă de Spoleto, 1057-1082, 1086-1093)

## Africa
- Almoravizii: Iusuf ibn Tașfin (emir din dinastia Almoravizilor, 1061-1106)
- Fatimizii: al-Mustali bi-llah (Abu'l-Kasim Ahmad ibn al-Mustansir) (calif din dinastia Fatimizilor, 1094-1101) și al-Amir bi-Ahkam Allah (Abu Ali al-Mansur ibn al-Mustali) (calif din dinastia Fatimizilor, 1101-1130)
- Hammadizii: al-Mansur ibn an-Nasr (emir din dinastia Hammadizilor, 1089-1105)
- Kanem-Bornu: Dunama I (sultan, cca. 1098-cca. 1159)
- Zirizii: Abu Tahir Tamim ibn Muizz (emir din dinastia Zirizilor, 1062-1108)

## Asia

### Orientul Apropiat
- Antiohia: Bohemond I (principe din dinastia de Hauteville, 1098/1099-1111)
- Armenia Mică: Toros (Theodor) I (principe din dinastia Rubenizilor, 1100-1129)
- Bizanț: Alexios I (împărat din dinastia Comnenilor, 1081-1118)
- Califatul abbasid: Abu'l-Abbas Ahmad al-Mustazhir ibn al-Muktadi (calif din dinastia Abbasizilor, 1094-1118)
- Fatimizii: al-Mustali bi-llah (Abu'l-Kasim Ahmad ibn al-Mustansir) (calif din dinastia Fatimizilor, 1094-1101) și al-Amir bi-Ahkam Allah (Abu Ali al-Mansur ibn al-Mustali) (calif din dinastia Fatimizilor, 1101-1130)
- Ghaznavizii: Ala ad-Daula Masud al III-lea ibn Ibrahim (sultan din dinastia Ghaznavizilor, 1099-1115)
- Ghurizii: Izz ad-Din Hussain ibn Hassan (sultan din dinastia Ghurizilor, 1100-1146)
- Ierusalim: Balduin I de Boulogne (rege din dinastia de Ardenne-Anjou, 1100-1118)
- Selgiucizii: Rukn ad-Din Abu'l-Muzaffar Barkyaruk ibn Malik-Șah (mare sultan din dinastia Selgiucizilor, 1095-1104)
- Selgiucizii din Kerman: Baha ad-Din Iran Șah ibn Turan Șah (sultan din dinastia Selgiucizilor, 1097-1101) și Muhi'l-Din Arslan Șah I ibn Kirman Șah (sultan din dinastia Selgiucizilor, 1101-1142)
- Selgiucizii din Konya: Kilic Arslan I ibn Suleiman (sultan din dinastia Selgiucizilor, 1092-1107)
- Selgiucizii din Siria: Riduan ibn Tutuș (sultan din dinastia Selgiucizilor, 1095-1113) și Șams al-muluk Dukak ibn Tutuș (sultan din dinastia Selgiucizilor, 1095-1104)

### Orientul Îndepărtat
- Birmania, statul Arakan: Minpati (rege din prima dinastie de Pyina, 1100-1103)
- Birmania, statul Pagan: Kyanzittha (rege din dinastia Constructorilor de Temple, 1084-1112)
- Cambodgea, Imperiul Kambujadesa (Angkor): Jayavarman al VI-lea (împărat din dinastia Mahidharapura, 1085-1107)
- Cambodgea, statul Tjampa: Jaya Indravarman al II-lea (rege din cea de a noua dinastie, 1080-1081, 1086-1114/1120)
- China: Huizong (împărat din dinastia Song de nord, 1101-1126)
- China, Imperiul Qidan Liao: Daozong (împărat, 1055-1101) și Tianzuo Di (împărat, 1101-1125)
- China, Imperiul Xia de vest: Chongzong (împărat, 1086-1139)
- Coreea, statul Koryo: Sukjong (Wang Ong) (rege din dinastia Wang, 1096-1105)
- Ghaznavizii: Ala ad-Daula Masud al III-lea ibn Ibrahim (sultan din dinastia Ghaznavizilor, 1099-1115)
- Ghurizii: Izz ad-Din Hussain ibn Hassan (sultan din dinastia Ghurizilor, 1100-1146)
- India, statul Chalukya apuseană: Vikramaditya al VI-lea (rege, 1076-1127)
- India, statul Chola: Rajendra al III-lea Kulottunga Chola I (rege, 1071-1122 sau 1127)
- India, statul Hoysala: Ballala I (rege, 1100-1110)
- Japonia: Horikaua (împărat, 1086-1107)
- Kashmir: Harșa (rege din prima dinastie Lohara, 1090-1102)
- Nepal: Șivadeva al IV-lea (rege din dinastia Thakuri, 1098-1126)
- Sri Lanka: Vijayabahu I (Kitti) (Șrisanghabodhi) (rege din dinastia Silakala, 1058/1059-1114)
- Vietnam, statul Dai Co Viet: Ly Nhan-tong (rege din dinastia Ly târzie, 1072-1127)

## America
- Toltecii: Huemac (conducător, 1047-1122)